# Cal·losciürins
Els cal·losciürins (Callosciurinae) són una subfamília asiàtica d'esquirols que conté unes 60 espècies, que especialment es troben al sud-est asiàtic. La subfamília rep el seu nom del gènere Callosciurus, que significa 'esquirol bonic'.

## Classificació
- Família Sciuridae[2]
  - Subfamília Callosciurinae
    - Tribu Callosciurini
      - Callosciurus
      - Dremomys
      - Exilisciurus
      - Glyphotes
      - Hyosciurus
      - Lariscus
      - Menetes
      - Nannosciurus
      - Prosciurillus
      - Rhinosciurus
      - Rubrisciurus
      - Sundasciurus
      - Tamiops

    - Tribu Funambulini
      - Funambulus